# Најмања пигмејска веверица
Најмања пигмејска веверица (лат. Exilisciurus exilis, енгл. Least pygmy squirrel) је сисар из реда глодара (Rodentia) и породице веверица (Sciuridae).

## Распрострањење
Ареал врсте је ограничен на мањи број држава. Врста је присутна у Малезији, Индонезији и Брунеју.

## Станиште
Станишта врсте су шуме и брдовити предели. Врста је ендемски присутна на подручју острва Борнео у Индонезији.

## Угроженост
Подаци о распрострањености ове врсте су недовољни.